# Ronde Lutherse Kerk
Ronde-a Lutherse Kerk (espanhol: Igreja Luterana Redonda) ou também conhecida como a Koepelkerk (Igreja da Cúpula) é uma antiga igreja de culto luterano localizada a orlas do canal Singel, em Amsterdão, Países Baixos. Construída no estilo barroco holandês entre 1668 e 1671, os serviços divinos eram ali celebrados até 1935, quando a igreja ecerrou. Actualmente opera como parte de um complexo hoteleiro para a celebração de eventos, concertos e casamentos. A igreja foi projetada por Adriaan Dortsman (ca. 1636-1682) e foi inaugurada em 1671.

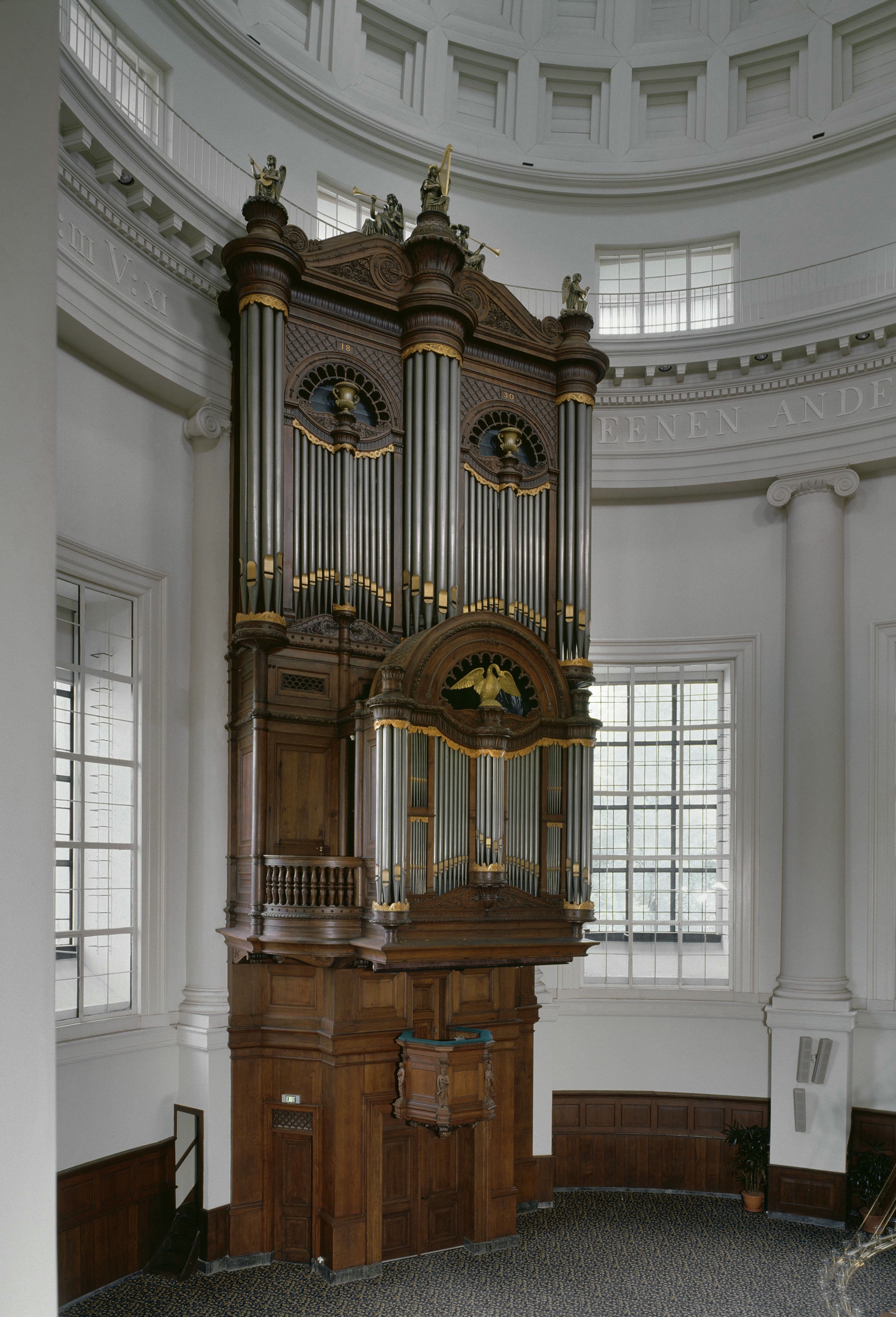
Órgão ao interior da igreja

## Enlaces externos
- Sitio web oficial (em holandês e inglês) | Controle de autoridade | - : Q2122749 - MusicBrainz: ID - Rijksmonument: 2207 - GeoNames: 6951716 |